# 666 Batalion Wschodni
666 Batalion Wschodni (niem. Ost-Bataillon 666, ros. 666-й восточный батальон) – oddział wojskowy Wehrmachtu złożony z Rosjan podczas II wojny światowej.
23 października 1942 r. został sformowany Ost-Pionier-Bataillon 666 na bazie Russische Sicherungs-Abteilung 189. Składał się z czterech kompanii. Podporządkowano go niemieckiej 18 Armii Grupy Armii "Północ". Zwalczał partyzantkę na północy ziem rosyjskich. W październiku 1943 r. został włączony do 326 Dywizji Piechoty gen. Viktora von Drabich-Wächtera, stacjonującej w okupowanej południowej Francji. Batalion rozmieszczono w rejonie Perpignan. W poł. kwietnia 1944 r. przeniesiono go do 932 Pułku Grenadierów 244 Dywizji Piechoty gen. Hansa Schäfera. Stał się IV Batalionem. Na przełomie lipca/sierpnia 1944 r., po zniszczeniu 244 DP w rejonie Marsylii, resztki oddziału zostały przekształcone w Ost-Bataillon 666. Otrzymał on uzupełnienia spośród b. jeńców wojennych z Armii Czerwonej. We wrześniu tego roku batalion podporządkowano 19 Armii IV Korpusu Polowego Luftwaffe, działającego w Alzacji. Na przełomie stycznia/lutego 1945 r. przeniesiono go do obozu w Münsingen, gdzie wszedł w skład nowo formowanej 1 Dywizji Piechoty gen. Siergieja K. Buniaczenki Sił Zbrojnych Komitetu Wyzwolenia Narodów Rosji.